# اچ‌ام‌اس فینکس (۱۸۷۹)
اچ‌ام‌اس فینکس (۱۸۷۹) (به انگلیسی: HMS Phoenix (1879)) یک کشتی بود که طول آن ۱۷۰ فوت (۵۲ متر) بود. این کشتی در سال ۱۸۷۹ ساخته شد.